# Тасоска епархия (Римокатолическа църква)
 Тази статия е за римокатолическата епархия.  За историческата и православната на Вселенската патриаршия вижте Филипийска, Неаполска и Тасоска епархия.  
Тасоската епархия (на латински: Dioecesis Thasiensis) е титулярна епископия на Римокатолическата църква. Епархията е подчинена на Филипийската архиепископия.
Титулярни епископи
| Име                      | Име                       | Управление                       | Забележка                           | Години                           |
| ------------------------ | ------------------------- | -------------------------------- | ----------------------------------- | -------------------------------- |
| Имре Биелик              | Imre Bjelik               | 8 януари 1913 – 9 май 1927       |                                     | 24 юли 1860 – 9 май 1927         |
| Франсис Йоханес          | Francis Johannes          | 19 декември 1927 – 20 април 1929 | в епископ на Лийвънуърт, Канзас     | 17 февруари 1874 – 13 март 1937  |
| Франсис Джоузеф Уол      | Francis Joseph Wall       | 23 януари 1931 – 16 май 1947     |                                     | 16 октомври 1866 – 16 май 1947   |
| Джоузеф Мери Марлинг     | Joseph Mary Marling       | 7 юни 1947 – 24 август 1956      | в епископ на Джеферсън Сити, Мисури | 31 август 1904 – 2 октомври 1979 |
| Вилхелмус Маринус Бекерс | Wilhelmus Marinus Bekkers | 19 декември 1956 – 27 юни 1960   | в епископ на Хертогенбош            | 20 април 1908 – 9 май 1966       |
| Карл Шмит                | Carl Schmidt              | 8 юли 1962 – 11 март 1989        |                                     | 14 май 1912 – 11 март 1989       |